# Hemorràgia
Una hemorràgia és el vessament de sang dels vasos sanguinis, que es produeix quan aquests es trenquen.
Es pot produir una hemorràgia a causa d'una malaltia o d'un traumatisme. Davant d'una hemorràgia l'organisme reacciona amb els fenòmens de l'hemostàsia.

## Tipus d'hemorràgies
Les hemorràgies poden ser classificades seguint diferents criteris, com el tipus de vas lesionat, el lloc o la gravetat.

### Hemorràgies segons el vas lesionat
Segons el vas lesionat les hemorràgies són: 
- Hemorràgies arterials.
- Hemorràgies venoses.
- Hemorràgies capil·lars.

### Hemorràgies segons el lloc on va a parar la sang perduda
Segons el lloc on va a parar la sang perduda podem afirmar que l'hemorràgia és:
- Hemorràgia externa. La sang és expulsada a l'exterior de l'organisme, a través d'una ferida.
- Hemorràgia interna. Són produïdes a l'interior de l'organisme, aquesta sang no va a parar a l'exterior i, per tant, no poden ser vistes.
- Hemorràgia exterioritzada. Són produïdes a l'interior de l'organisme però flueixen a l'exterior a través d'algun orifici natural del cos: nas, boca, orelles, vagina o anus.

### Hemorràgies segons la seva gravetat
Les possibilitats de supervivència d'una víctima, està relacionada amb la quantitat de sang perduda. Com més sang ha perdut la víctima menys possibilitats de supervivència té.
|                               | Classe I                        | Classe II                  | Classe III                 | Classe IV                     |
| ----------------------------- | ------------------------------- | -------------------------- | -------------------------- | ----------------------------- |
| % i quantitat de sang perduda | Un 15% o 750ml                  | Un 30% o 1.500ml           | Un 40% o 2.000ml           | Més d'un 40% o més de 2.000ml |
| Consciencia                   | Ansiós                          | Intranquil                 | Confús                     | Poc reactiu o sense reacció   |
| Freqüència respiratòria       | 12-20 /minut                    | 20-30 /minut               | 30-40 /minut               | Més de 40 /minut              |
| Freqüència cardiaca           | Menys de 100 pulsacions / minut | 100-120 pulsacions / minut | 120-140 pulsacions / minut | Més de 140 /minut             |

## Hemorràgies externes
Les hemorràgies externes són aquelles on la sang és expulsada a l'exterior de l'organisme, a través d'una ferida.
Aquestes solen produir-se en les extremitats i el cuir cabellut, ja que són les parts més esposades als traumatismes.

## Hemorràgies internes
Són produïdes a l'interior de l'organisme, aquesta sang no va a parar a l'exterior del cos del ferit i, per tant, no poden ser vistes. Per exemple:
- Hemorràgia intracranial
- Hemorràgia a la cavitat peritoneal, per ruptura del fetge, la melsa, un embaràs tubàric.

## Hemorràgies exterioritzades
Són produïdes a l'interior de l'organisme però flueixen a l'exterior a través d'algun orifici natural del cos: nas, boca, orelles, genitals o anus.

### Hemorràgies per l'orella
També anomenades otorràgies. En aquestes hemorràgies la sang flueix per l'orella i habitualment solen ser banals i lleus.

### Hemorràgies nasals

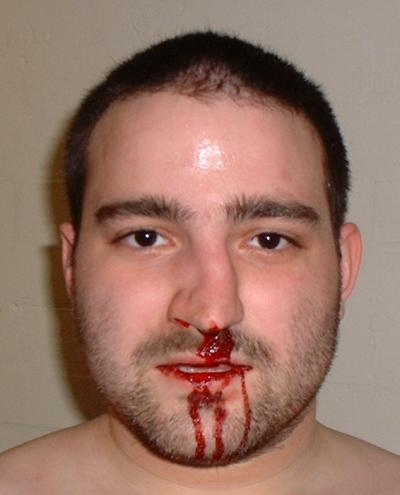
Hemorràgia nasal.

També anomenades epistaxis. L'origen és divers, podent ser produïdes per un cop, per al desgast de la mucosa nasal o com a conseqüència d'una altra patologia.

### Hemorràgies per la boca
Segons la seva procedència reben noms diferents:
- Hemoptisi: sortida de sang per la boca procedent del tracte respiratori inferior.
- Hematèmesi: sortida de sang per la boca procedent de l'aparell digestiu.
- Epistaxi posterior: Quan el sagnat del nas cau a la gola i s'expulsa per la boca.
- Per lesió a la boca o la gola, produïda per una ferida, sagnat de genives o una extracció d'una dent (exodòncia).

### Hemorràgies per el anus
Les hemorràgies amb sortida de sang per l'anus i gairebé sempre de l'aparell digestiu. Són hemorràgies exterioritzades i segons la seva procedència reben noms diferents.
- Melenes: Són d'origen digestiu alt i la femta té un color negre.
- Hematoquèzia: Presència de sang (habitualment de color vermell fosc) a la femta, d'origen digestiu baix. Hemafècia.
- Rectorràgia: Són d'origen rectal i la femta es troba barrejada amb sang vermella.

### Hemorràgies per la vagina
Rarament d'origen vaginal i habitualment d'origen uterí.
La forma més habitual i fisiològica del sagnat uterí és la menstruació. En cas de produir-se fora de la menstruació habitual s'anomena metrorràgia.